# Kochankowie (film 1991)
Kochankowie (hiszp. Amantes) – hiszpański dramat kryminalny z 1991 roku w reżyserii Vicente Arandy. Zdjęcia kręcono w Madrycie, Alcalá de Henares i Burgos.

## Fabuła
Madryt, lata 50. Paco przybywa tam w poszukiwaniu pracy. Pieniądze są mu potrzebne na ślub z narzeczoną.

## Obsada
- Jorge Sanz jako Paco
- Victoria Abril jako Luisa
- Maribel Verdú jako Trini
- Ricard Borrás jako mężczyzna w barze
- José Cerro jako komendant Minuta
- Jose Escano jako żona komendanta Minuty
- Lucas Martín jako Javier
- Gabriel Latorre jako Gordo
- Saturnino García jako mężczyzna z wioski

## Nagrody
- 1991: Srebrny Niedźwiedź dla najlepszej aktorki (Victoria Abril) na 41. MFF w Berlinie
- 1992: Nagroda Goya za najlepszy film roku i reżyserię (Vicente Aranda)